# A6 (Zwitserland)
De A6 in Zwitserland verbindt Biel/Bienne, over Bern met Thun en Spiez. De snelweg loopt bij Spiez over in de A8.
Het traject tussen de geplande Verzweigung Brüggmoos en afrit Studentussen bestaat uit één rijstrook per richting. Tussen de Verzweigung Lattigen en Wimmis loopt een parallelweg.